# Phân cấp hành chính Việt Nam
Phân cấp hành chính Việt Nam là sự phân chia các đơn vị hành chính của Việt Nam thành từng tầng, cấp theo chiều dọc. Theo đó cấp hành chính ở trên (cấp trên) sẽ có quyền quyết định cao hơn, bắt buộc đối với cấp hành chính ở dưới (hay cấp dưới).
Phân cấp hành chính Việt Nam hiện nay theo Điều 110 Hiến pháp 2013, sửa đổi năm 2025 gồm 2 cấp hành chính là: 
- Cấp tỉnh: Tỉnh / Thành phố trực thuộc trung ương
- Cấp xã: Xã / Phường / Đặc khu.

Ngoài ra còn có đơn vị hành chính – kinh tế đặc biệt do Quốc hội thành lập.
Dưới xã có thôn, dưới phường có tổ dân phố. Đây là cấp cơ sở không pháp nhân, phục vụ cho quản lý dân cư nhưng không được xem là cấp hành chính, và những người tham gia quản lý hoạt động ở cấp này chỉ hưởng phụ cấp công tác mà không được coi là công chức.

## Phân cấp hiện tại
| Cấp               | Cấp tỉnh                             | Cấp xã  |
| ----------------- | ------------------------------------ | ------- |
| Đơn vị hành chính | Tỉnh Thành phố trực thuộc trung ương | Phường  |
| Đơn vị hành chính | Tỉnh Thành phố trực thuộc trung ương | Xã      |
| Đơn vị hành chính | Tỉnh Thành phố trực thuộc trung ương | Đặc khu |

Theo Luật Tổ chức chính quyền địa phương 2025, căn cứ vào Hiến pháp Việt Nam 2013 đã được sửa đổi, bổ sung một số điều theo Nghị quyết số 203/2025/QH15, được thông qua tại kỳ họp thứ 9 Quốc hội khóa XV ngày 16/06/2025 quy định tại chương I:
1. Đơn vị hành chính của nước Cộng hòa xã hội chủ nghĩa Việt Nam được tổ chức thành 02 cấp, gồm có:
a) Tỉnh, thành phố trực thuộc trung ương (sau đây gọi chung là cấp tỉnh);
b) Xã, phường, đặc khu trực thuộc cấp tỉnh (sau đây gọi chung là cấp xã).
Xã là đơn vị hành chính ở nông thôn; phường là đơn vị hành chính ở đô thị; đặc khu là đơn vị hành chính ở một số hải đảo có vị trí quan trọng được thành lập phù hợp với điều kiện địa lý, tự nhiên, đặc điểm dân cư và yêu cầu phát triển kinh tế - xã hội, bảo đảm quốc phòng, an ninh.
2. Đơn vị hành chính - kinh tế đặc biệt là địa bàn có vị trí chiến lược, được tổ chức theo mô hình đặc thù, được áp dụng các cơ chế, chính sách ưu đãi vượt trội, thực hiện các chính sách mới về quản trị địa phương, thu hút đầu tư, nâng cao năng lực cạnh tranh quốc gia nhằm thúc đẩy phát triển kinh tế - xã hội của địa phương, vùng và cả nước. Đơn vị hành chính - kinh tế đặc biệt do Quốc hội quyết định thành lập.

Theo đó Việt Nam có 2 cấp hành chính:

### Cấp tỉnh
Sau nhiều lần chia tách và nhập lại, tính đến nay, Việt Nam có 34 đơn vị hành chính cấp tỉnh, bao gồm 6 thành phố trực thuộc trung ương và 28 tỉnh (tương ứng với chữ số được đánh dấu trên bản đồ hành chính Việt Nam).
6 thành phố trực thuộc trung ương
| 01. Hà Nội (thủ đô) 02. Thành phố Hồ Chí Minh | 03. Hải Phòng 04. Đà Nẵng | 05. Cần Thơ 06. Huế |

28 tỉnh
| 07. Điện Biên 08. Lai Châu 09. Lào Cai 10. Cao Bằng 11. Lạng Sơn 12. Tuyên Quang 13. Thái Nguyên | 14. Sơn La 15. Phú Thọ 16. Bắc Ninh 17. Quảng Ninh 18. Hưng Yên 19. Ninh Bình 20. Thanh Hóa | 21. Nghệ An 22. Hà Tĩnh 23. Quảng Trị 24. Quảng Ngãi 25. Gia Lai 26. Đắk Lắk 27. Khánh Hòa | 28. Lâm Đồng 29. Tây Ninh 30. Đồng Nai 31. Đồng Tháp 32. An Giang 33. Vĩnh Long 34. Cà Mau |

### Cấp xã
Cấp cơ sở bao gồm xã, phường và đặc khu. Gọi xã hay phường là tùy theo mức đô thị hóa. Trong đó, phường là đơn vị hành chính dành cho đô thị còn xã là đơn vị hành chính nông thôn, riêng đặc khu là các đơn vị hành chính ở hải đảo được thành lập phù hợp với quy mô dân số, diện tích tự nhiên, điều kiện địa lý, dân cư, yêu cầu phát triển kinh tế – xã hội, bảo đảm quốc phòng, an ninh.
Việt Nam hiện gồm 13 đặc khu, bao gồm Vân Đồn, Cô Tô, Cát Hải, Bạch Long Vĩ, Cồn Cỏ, Lý Sơn, Hoàng Sa, Trường Sa, Phú Quý, Côn Đảo, Kiên Hải, Phú Quốc và Thổ Châu.

## Phân cấp địa lý
Việt Nam được chia thành 3 miền địa lý, mỗi miền lại được chia thành nhiều vùng địa lý.
- Bắc Bộ: Tây Bắc Bộ, Đông Bắc Bộ, Đồng bằng sông Hồng
- Trung Bộ: Bắc Trung Bộ, Nam Trung Bộ
- Nam Bộ: Đông Nam Bộ, Đồng bằng sông Cửu Long

Đôi khi hai vùng Tây Bắc Bộ và Đông Bắc Bộ được gộp chung lại thành vùng Trung du và miền núi phía Bắc.

## Lịch sử

### Thời Pháp thuộc
Sau khi bình định toàn bộ Việt Nam, Pháp tiến hành chia nước ta làm 3 xứ: Bắc Kỳ và Trung Kỳ đặt dưới chế độ bảo hộ và Nam Kỳ đặt dưới chế độ thuộc địa, tất cả đều trực thuộc liên bang Đông Dương. Về cơ bản, hệ thống hành chính không có nhiều sự thay đổi rõ rệt so với thời nhà Nguyễn. Pháp giữ nguyên các cấp hành chính như cũ, chỉ thực hiện một số thay đổi nhằm áp đặt sự cai trị. Cụ thể, các cấp hành chính như sau:
- Cấp tỉnh: Có các tỉnh, thành phố và đạo quan binh do người Pháp đứng đầu.
- Cấp phủ: Có các phủ ở đồng bằng và châu ở miền núi. Các cấp này do người bản xứ đứng đầu. Ngoài ra trong cấp này còn có các tiểu quân khu ở các đạo quan binh, do các sĩ quan Pháp đứng đầu.
- Cấp huyện: Người bản xứ quản lý.
- Cấp xã: Người bản xứ quản lý. Tại các thành phố, cấp tương đương là quận (arrondissement), chỉ nằm dưới cấp tỉnh.

Tại Nam Kỳ, các cấp hành chính đều do người Pháp quản lý.

### Thời kỳ 1945–1954
Vào thời đế quốc Việt Nam, Việt Nam không còn là ba xứ riêng biệt. Các cấp hành chính gần như không thay đổi, tất cả đều do người Việt quản lý.

Sau cách mạng tháng Tám, theo điều 57, chương V, Hiến pháp năm 1946:
Nước Việt Nam về phương diện hành chính gồm có ba bộ: Bắc, Trung, Nam. Mỗi bộ chia thành tỉnh, mỗi tỉnh chia thành huyện, mỗi huyện chia thành xã.
Như vậy vào thời kỳ này các đơn vị hành chính của Việt Nam được phân thành 4 cấp, ngoài các cấp xã, huyện, tỉnh như sau này thì vẫn còn có cấp Bộ (cả nước có 3 Bộ: Bắc Bộ, Trung Bộ, Nam Bộ). Cấp phủ, châu bị bãi bỏ.
Các tỉnh thời kỳ 1945 – 1946 (69 tỉnh, thành phố):
- Bắc Bộ có 27 tỉnh và 2 thành phố:

| 1. TP. Hà Nội 2. TP. Hải Phòng 3. Bắc Giang 4. Bắc Kạn 5. Bắc Ninh | 6. Cao Bằng 7. Hà Đông 8. Hà Giang 9. Hà Nam 10. Hải Dương | 11. Hải Ninh 12. Hòa Bình 13. Hưng Yên 14. Kiến An 15. Lai Châu | 16. Lạng Sơn 17. Lào Cai 18. Nam Định 19. Ninh Bình 20. Phú Thọ | 21. Phúc Yên 22. Quảng Yên 23. Sơn La 24. Sơn Tây 25. Thái Bình | 26. Thái Nguyên 27. Tuyên Quang 28. Vĩnh Yên 29. Yên Bái |

- Trung Bộ có 18 tỉnh và 1 thành phố:

| 1. TP. Đà Nẵng 2. Thanh Hóa 3. Nghệ An 4. Hà Tĩnh | 5. Quảng Bình 6. Quảng Trị 7. Thừa Thiên 8. Quảng Nam | 9. Quảng Ngãi 10. Bình Định 11. Phú Yên 12. Khánh Hòa | 13. Phan Rang 14. Bình Thuận 15. Kon Tum 16. Plây Cu | 17. Darlac 18. Lâm Viên (Lang Biang) 19. Đồng Nai Thượng |

- Nam Bộ có 20 tỉnh và 1 thành phố:

| 1. TP. Sài Gòn 2. Chợ Lớn 3. Gia Định | 4. Bà Rịa 5. Biên Hòa 6. Thủ Dầu Một | 7. Tây Ninh 8. Tân An 9. Mỹ Tho | 10. Bến Tre 11. Vĩnh Long 12. Trà Vinh | 13. Sa Đéc 14. Châu Đốc 15. Hà Tiên | 16. Long Xuyên 17. Cần Thơ 18. Sóc Trăng | 19. Gò Công 20. Rạch Giá 21. Bạc Liêu |

Tuy nhiên, đơn vị hành chính cấp Bộ (của chính quyền Việt Nam Dân chủ Cộng hoà) chỉ tồn tại trong khoảng vài năm rồi bỏ. Nhưng chính quyền Quốc gia Việt Nam thì lập chức Thủ hiến cho mỗi Phần (chính là Bộ theo cách gọi của họ).
Ngày 19/7/1946, thành lập Đặc khu Hồng Gai trên cơ sở tách khỏi tỉnh Quảng Yên.
Ngày 12/9/1947, Ủy ban kháng chiến hành chính Nam Bộ (chính quyền Việt Nam Dân chủ Cộng hòa), thay đổi sắp xếp lại hành chính 2 tỉnh Châu Đốc và Long Xuyên để thành lập các tỉnh mới có tên là Long Châu Tiền và Long Châu Hậu.
Ngày 12/2/1950, thành lập tỉnh Vĩnh Phúc trên cơ sở sáp nhập 2 tỉnh Vĩnh Yên và Phúc Yên.
Tháng 8/1950, thành lập đặc khu Sài Gòn – Chợ Lớn trên cơ sở thành phố Sài Gòn – Chợ Lớn.
Tháng 10/1950, thành lập tỉnh Long Châu Hà trên cơ sở sáp nhập 2 tỉnh Long Châu Hậu và Hà Tiên.
Tháng 6/1951, 2 tỉnh Long Châu Tiền và Sa Đéc hợp nhất thành tỉnh Long Châu Sa.
Tháng 5/1951, Ủy ban kháng chiến hành chính Nam Bộ đã thay đổi sắp xếp hành chính nhiều tỉnh ở Nam Bộ như sau:
- Tỉnh Rạch Giá bị giải thể và bị xé lẻ, nhập vào các tỉnh Bạc Liêu, Cần Thơ, Sóc Trăng.
- Hợp nhất 3 tỉnh Mỹ Tho, Tân An, Gò Công thành 1 tỉnh có tên là tỉnh Mỹ Tho (còn gọi là tỉnh Tân Mỹ Gò).
- Hợp nhất 2 tỉnh Vĩnh Long và Trà Vinh lại thành 1 tỉnh có tên là tỉnh Vĩnh Trà.
- Hợp nhất 2 tỉnh Bà Rịa và Chợ Lớn lại thành 1 tỉnh có tên là tỉnh Bà Rịa – Chợ Lớn (còn gọi là tỉnh Bà Chợ).
- Hợp nhất 2 tỉnh Thủ Dầu Một và Biên Hòa lại thành 1 tỉnh có tên là tỉnh Thủ Biên.
- Hợp nhất 2 tỉnh Gia Định và Tây Ninh lại thành 1 tỉnh có tên là tỉnh Gia Định Ninh.

Các tỉnh mới này ở Nam Bộ tồn tại đến tháng 8/1954 thì giải thể, phân chia đơn vị hành chính trở lại giống như thời gian trước năm 1947.

### Thời kỳ 1954–1975

#### Miền Bắc Việt Nam
Trong thành phố trực thuộc trung ương, thời kỳ 1954-1958 có các cấp hành chính quận (ở cả nội thành và ngoại thành), dưới quận có khu phố (ở nội thành) và xã (ở ngoại thành, ngoài ra có phố là cấp không thông dụng, như phố Gia Lâm ở Hà Nội). Năm 1958, nội thành bỏ quận, thay bằng khu, dưới khu là khối dân phố, ngoại thành có quận (từ năm 1961 đổi là huyện) và xã. Năm 1974, đổi tên gọi khối dân phố thành cấp tiểu khu.
Nước Việt Nam Dân chủ Cộng hòa năm 1954 có 34 đơn vị hành chính:
- Bắc Bộ có 26 tỉnh, 2 thành phố trực thuộc trung ương và 1 đặc khu:

| 1. TP. Hà Nội 2. TP. Hải Phòng 3. Bắc Giang 4. Bắc Cạn 5. Bắc Ninh | 6. Cao Bằng 7. Hà Đông 8. Hà Giang 9. Hà Nam 10. Hải Dương | 11. Hải Ninh 12. Hòa Bình 13. Hưng Yên 14. Kiến An 15. Lai Châu | 16. Lạng Sơn 17. Lào Cai 18. Nam Định 19. Ninh Bình 20. Phú Thọ | 21. Quảng Yên 22. Sơn La 23. Sơn Tây 24. Thái Bình 25. Thái Nguyên | 26 Tuyên Quang 27. Vĩnh Phúc 28. Yên Bái 29. Đặc khu Hồng Gai |

- Bắc Trung Bộ có 4 tỉnh và 1 đặc khu:

| 30. Thanh Hóa 31. Nghệ An | 32. Hà Tĩnh 33. Quảng Bình | 34. Đặc khu Vĩnh Linh (vốn thuộc tỉnh Quảng Trị) |

Năm 1955: Tỉnh Quảng Yên và đặc khu Hòn Gai hợp nhất thành khu Hồng Quảng; bỏ 2 tỉnh Lai Châu, Sơn La để lập Khu tự trị Thái Mèo. Miền Bắc có 29 tỉnh thành.
Theo Hiến pháp năm 1959, Việt Nam Dân chủ Cộng hòa phân cấp hành chính như sau:
Các đơn vị hành chính trong nước Việt Nam Dân chủ Cộng hòa phân định như sau:
- Nước chia thành tỉnh, khu tự trị, thành phố trực thuộc trung ương.
- Tỉnh chia thành huyện, thành phố, thị xã.
- Huyện chia thành xã, thị trấn.
- Các đơn vị hành chính trong khu vực tự trị do luật định (chương VII, Điều 78).

Như vậy ở thời kỳ này cấp Bộ đã không còn, nhưng lại xuất hiện các khu tự trị. Miền Bắc Việt Nam có 2 khu tự trị, được thành lập từ năm 1955-1956: Khu tự trị Tây Bắc (ban đầu gọi là Khu tự trị Thái Mèo) và Khu tự trị Việt Bắc. Khu tự trị Tây Bắc lúc đầu chỉ có các cấp châu (tương đương huyện) và xã, bỏ cấp tỉnh, nhưng đến năm 1963 đã lập lại các tỉnh. 2 khu tự trị này tồn tại đến tháng 12/1975.
Năm 1961, Quốc hội quyết định mở rộng địa giới Hà Nội, sáp nhập thêm một số xã của Hà Đông, Bắc Ninh, Vĩnh Phúc và Hưng Yên.
Năm 1962, 2 tỉnh Bắc Giang, Bắc Ninh hợp nhất thành tỉnh Hà Bắc, tỉnh Kiến An nhập vào thành phố Hải Phòng; tái lập 2 tỉnh Lai Châu, Sơn La từ Khu tự trị Thái Mèo và thành lập tỉnh Nghĩa Lộ thuộc khu tự trị Tây Bắc. Miền Bắc có 30 tỉnh thành.
Năm 1963, tỉnh Hải Ninh và khu Hồng Quảng hợp nhất thành tỉnh Quảng Ninh. Miền Bắc có 30 tỉnh thành.
Năm 1965, 2 tỉnh Bắc Cạn, Thái Nguyên hợp nhất thành tỉnh Bắc Thái; 2 tỉnh Hà Nam, Nam Định hợp nhất thành tỉnh Nam Hà, 2 tỉnh Hà Đông và Sơn Tây hợp nhất thành tỉnh Hà Tây. Miền Bắc có 27 tỉnh thành.
Năm 1968, 2 tỉnh Hưng Yên, Hải Dương hợp nhất thành tỉnh Hải Hưng; 2 tỉnh Phú Thọ, Vĩnh Phúc hợp nhất thành tỉnh Vĩnh Phú. Miền Bắc có 25 tỉnh thành.
Đến năm 1975, Việt Nam Dân chủ Cộng hòa có 2 thành phố trực thuộc trung ương và 23 tỉnh: 
| 1. Tp Hà Nội 2. Tp Hải Phòng 3. Bắc Thái 4. Cao Bằng 5. Hà Giang | 6. Hà Tây 7. Hải Hưng 8. Hà Bắc 9. Hòa Bình 10. Lào Cai | 11. Lạng Sơn 12. Nam Hà 13. Nghệ An 14. Hà Tĩnh 15. Ninh Bình | 16. Quảng Bình 17. Quảng Ninh 18. Lai Châu 19. Sơn La 20. Nghĩa Lộ | 21. Yên Bái 22. Thái Bình 23. Thanh Hóa 24. Tuyên Quang 25. Vĩnh Phú |

#### Miền Nam Việt Nam
Chính quyền Việt Nam Cộng hòa phân ra các cấp hành chính: tỉnh, quận (tương đương với quận và huyện ngày nay), xã; ngoài ra còn có 10 thị xã tự trị. Toàn miền Nam Việt Nam từ khoảng năm 1965 chia thành 44 tỉnh.
Về mặt quân sự, trên cấp tỉnh còn có Vùng chiến thuật (lập ra năm 1961) và đến năm 1970 đổi tên thành Quân khu. Tất cả miền Nam Việt Nam có 4 Vùng chiến thuật (Quân khu). Cấp tỉnh đóng trụ sở tại thị xã, về mặt quân sự gọi là tiểu khu, cấp quận đóng trụ sở tại thị trấn quận lị, về mặt quân sự gọi là chi khu.
Tỉnh Gia Định về sau cùng với thủ đô Sài Gòn trở thành Biệt khu Thủ đô, đứng đầu là Đô trưởng.
Năm 1974, Việt Nam Cộng hòa gồm 43 tỉnh và Đô thành Sài Gòn, trong đó có 10 thị xã và 257 quận:
| Stt | Tên tỉnh         | Năm thành lập         | Đơn vị hành chính (Thị xã và Quận)                                                                          | Tên Tỉnh lỵ        | Chú thích                             |
| --- | ---------------- | --------------------- | --- | ------------------ | ------------------------------------- |
|     | Đô thành Sài Gòn | 1865                  | 1, 2, 3, 4, 5, 6, 7, 8, 9, 10 và 11                                                                         | Thủ đô Sài Gòn     |                                       |
| 1   | Quảng Trị        | 1900                  | Cam Lộ, Đông Hà, Gio Linh, Hải Lăng, Hướng Hóa, Mai Lĩnh và Triệu Phong                                     | Quảng Trị          | Khu vực Trung nguyên Trung phần       |
| 2   | Thừa Thiên       | 1822 (phủ Thừa Thiên) | Tx Huế, quận Hương Điền, Hương Thủy, Hương Trà, Nam Hòa, Phong Điền, Phú Lộc, Phú Thứ, Phú Vang, Quảng Điền | Huế                | nt                                    |
| 3   | Quảng Nam        | 1831                  | Tx Đà Nẵng, quận Duy Xuyên, Đại Lộc, Điện Bàn, Đức Dục, Hiếu Đức, Hiếu Nhơn, Hòa Vang và Thường Đức         | Hội An             | nt                                    |
| 4   | Quảng Tín        | 1956                  | Hậu Đức, Lý Tín, Tam Kỳ, Thăng Bình và Tiên Phước                                                           | Tam Kỳ             | nt                                    |
| 5   | Quảng Ngãi       | 1832                  | Ba Tơ, Bình Sơn, Đức Phổ, Minh Long, Mộ Đức, Nghĩa Hành, Sơn Hà, Sơn Tịnh, Trà Bồng và Tư Nghĩa             | Quảng Ngãi         | nt                                    |
| 6   | Bình Định        | 1921                  | Tx Quy Nhơn, quận An Nhơn, An Túc, Bình Khê, Hoài Ân, Hoài Nhơn, Phù Cát, Phù Mỹ, Tam Quan và Tuy Phước     | Quy Nhơn           | nt                                    |
| 7   | Phú Yên          | 1921                  | Đồng Xuân, Hiếu Xương, Sông Cầu, Sơn Hòa, Tuy An và Tuy Hòa                                                 | Tuy Hòa            | nt                                    |
| 8   | Khánh Hòa        | 1931                  | Tx Cam Ranh, Tx Nha Trang, quận Cam Lâm, Diên Khánh, Khánh Dương, Ninh Hòa, Vạn Ninh và Vĩnh Xương          | Nha Trang          | nt                                    |
| 9   | Ninh Thuận       | 1901                  | An phước, Bửu Sơn, Du Long, Sông Pha và Thanh Hải                                                           | Phan Rang          | nt                                    |
| 10  | Bình Thuận       | 1827                  | Hải Long, Hải Ninh, Hàm Thuận, Hòa Đa, Phan Lý Chàm, Thiện Giáo và Tuy Phong                                | Phan Thiết         | nt                                    |
| 11  | Kon Tum          | 1913                  | Chương Nghĩa, Dak Sut, Dak To và Kontum                                                                     | Kontum             | Khu vực Cao nguyên Trung phần         |
| 12  | Pleiku           | 1932                  | Lệ Trung, Phú Nhơn, Thanh An và Thuận Đức                                                                   | Pleiku             | nt                                    |
| 13  | Phú Bổn          | 1962                  | Phú Thiện, Phú Túc và Thuần Mẫn                                                                             | Hậu Bổn (Cheo Reo) | nt                                    |
| 14  | Đắk Lắk          | 1923                  | Ban Mê Thuột, Buôn Hồ, Lạc Thiện và Phước An                                                                | Ban Mê Thuột       | nt                                    |
| 15  | Quảng Đức        | 1959                  | Đức Lập, Khiêm Đức và Kiến Đức                                                                              | Gia Nghĩa          | nt                                    |
| 16  | Tuyên Đức        | 1958                  | Tx Đà Lạt, quận Đơn Dương, Đức Trọng và Lạc Dương                                                           | Đà Lạt Tùng Nghĩa  | nt                                    |
| 17  | Lâm Đồng         | 1958                  | Bảo Lộc, Di Linh                                                                                            | Bảo Lộc            | nt                                    |
| 18  | Bình Tuy         | 1956                  | Hàm Tân, Hoài Đức và Tánh Linh                                                                              | Hàm Tân            | Khu vực Nam phần Hiện nay:Đông Nam Bộ |
| 19  | Phước Tuy        | 1957                  | Tx Vũng Tàu, quận Đất Đỏ, Đức Thạnh, Long Điền, Long Lễ và Xuyên Mộc                                        | Phước Lễ           | nt                                    |
| 20  | Long Khánh       | 1956                  | Định Quán, Kiệm Tân và Xuân Lộc                                                                             | Xuân Lộc           | nt                                    |
| 21  | Biên Hòa         | 1900                  | Công Thanh, Dĩ An, Đức Tu, Long Thành, Nhơn Trạch và Tân Uyên                                               | Biên Hòa           | nt                                    |
| 22  | Gia Định         | 1899                  | Bình Chánh, Cần Giờ, Gò Vấp, Hóc Môn, Nhà Bè, Quảng Xuyên, Tân Bình và Thủ Đức                              | Gia Định           | nt                                    |
| 23  | Bình Dương       | 1956                  | Bến cát, Châu Thành, Lái Thiêu, Phú Hòa, Phú Giáo và Trị Tâm                                                | Phú Cường          | nt                                    |
| 24  | Tây Ninh         | 1900                  | Hiếu Thiện, Khiêm Hạnh, Phú Khương và Phú Ninh                                                              | Tây Ninh           | nt                                    |
| 25  | Bình Long        | 1956                  | An Lộc, Chơn Thành và Lộc Ninh                                                                              | An Lộc             | nt                                    |
| 26  | Phước Long       | 1956                  | Bố Đức, Phước Bình, Đôn Luân và Đức Phong                                                                   | Phước Bình         | nt                                    |
| 27  | Hậu Nghĩa        | 1963                  | Củ chi, Đức Hòa, Đức Huệ và Trảng Bàng                                                                      | Khiêm Cương        | nt                                    |
| 28  | Long An          | 1956                  | Bến Lức, Cần Đước, Cần Giuộc, Kiến Bình, Thủ Thừa, Rạch Kiến, Tân Trụ, Thủ Thừa và Tuyên Nhơn               | Tân An             | Hiện nay: Tây Nam Bộ                  |
| 29  | Kiến Tường       | 1956                  | Ấp Bắc, Châu Thành và Tuyên Bình                                                                            | Mộc Hóa            | nt                                    |
| 30  | Gò Công          | 1900                  | Hòa Bình, Hòa Đồng, Hòa Lạc và Hòa Tân                                                                      | Gò Công            | nt                                    |
| 31  | Định Tường       | 1956                  | Tx Mỹ Tho, quận Bến Tranh, Cai Lậy, Cái Bè, Châu thành, Chợ Gạo, Giáo Đức, Hậu Mỹ và Sầm Giang              | Mỹ Tho             | nt                                    |
| 32  | Kiến Phong       | 1956                  | Cao Lãnh, Đồng Tiến, Hồng Ngự, Kiến Văn, Mỹ An và Thanh Bình                                                | Cao Lãnh           | nt                                    |
| 33  | Châu Đốc         | 1900                  | An Phú, Châu Phú, Tân Châu, Tịnh Biên và Tri Tôn                                                            | Châu Phú           | nt                                    |
| 34  | Kiến Hòa         | 1956                  | Ba Tri, Bình Đại, Đôn Nhơn, Giồng Trôm, Hàm Long, Hương Mỹ, Mỏ cày, Thạnh Phú và Trúc Giang                 | Trúc Giang         | nt                                    |
| 35  | Vĩnh Long        | 1900                  | Bình Minh, Châu Thành, Chợ Lách, Minh Đức, Tam Bình, Trà Ôn và Vũng Liêm                                    | Vĩnh Long          | nt                                    |
| 36  | Sa Đéc           | 1900                  | Đức Thạnh, Đức Thịnh, Đức Tôn và Lấp Vò                                                                     | Sa Đéc             | nt                                    |
| 37  | An Giang         | 1900                  | Châu Thành, Chợ Mới, Huệ Đức và Thốt Nốt                                                                    | Long Xuyên         | nt                                    |
| 38  | Kiên Giang       | 1920                  | Tx Rạch Giá, quận Hà Tiên, Hiếu Lễ, Kiên An, Kiên Bình, Kiên Lương, Kiên Tân và Kiên Thành                  | Rạch Giá           | nt                                    |
| 39  | Vĩnh Bình        | 1956                  | Càng Long, Cầu Kè, Cầu Ngang, Châu Thành, Long Toàn, Tiểu Cần và Trà Cú                                     | Phú Vinh           | nt                                    |
| 40  | Phong Dinh       | 1900                  | Tx Cần Thơ, quận Châu Thành, Phong Điền, Phong Phú, Phong Thuận, Phụng Hiệp, Thuận Nhơn và Thuận Trung      | Cần Thơ            | nt                                    |
| 41  | Ba Xuyên         | 1956                  | Hòa Trị, Kế Sách, Lịch Hội, Long Phú, Mỹ Xuyên, Ngã Năm, Thạnh Trị và Thuận Hòa                             | Khánh Hưng         | nt                                    |
| 42  | Chương Thiện     | 1961                  | Đức Long, Hưng Long, Kiên Hưng, Kiên Long, Kiên Thiện và Long Mỹ                                            | Vị Thanh           | nt                                    |
| 43  | Bạc Liêu         | 1900                  | Giá Rai, Phước Long, Vĩnh Châu và Vĩnh Lợi                                                                  | Bạc Liêu           | nt                                    |
| 44  | An Xuyên         | 1956                  | Đầm Dơi, Hải Yến, Năm Căn, Quản Long, Sông Ông Đốc và Thới Bình                                             | Quản Long          | nt                                    |
|     |                  |                       | |                    |                                       |

Từ năm 1975, Chính phủ Cách mạng lâm thời Cộng hòa Miền Nam Việt Nam chỉ dùng tên gọi quận cho khu vực nội thành thành phố, các quận còn lại đổi thành huyện.

### Thời kỳ 1975–2024

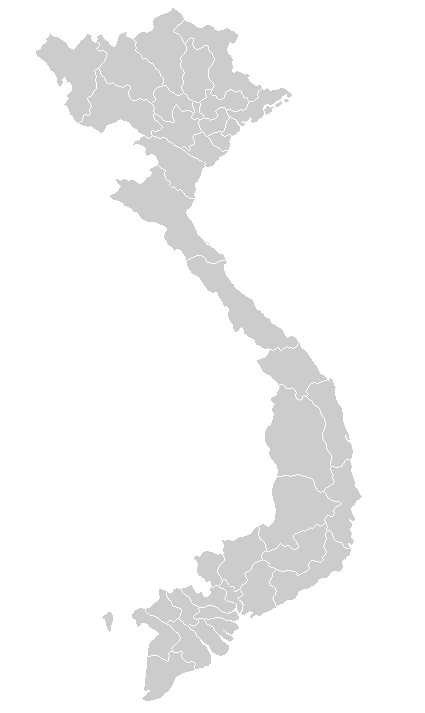
Phân cấp hành chính Việt Nam năm 1976

Tháng 12/1975, Quốc hội Việt Nam khóa V đã ra nghị quyết theo đó cấp khu trong hệ thống hành chính bị bãi bỏ. Các khu tự trị bị giải thể. Việc phân chia các tỉnh, huyện, xã đổi mới liên tục đến mức bản đồ hành chính vừa lập xong đã bị lạc hậu vì thay đổi địa giới và tên gọi các đơn vị.
Cuối năm 1975:
- 2 tỉnh Cao Bằng và Lạng Sơn hợp nhất thành tỉnh Cao Lạng;
- 2 tỉnh Nam Hà và Ninh Bình hợp nhất thành tỉnh Hà Nam Ninh;
- 2 tỉnh Hà Tây và Hòa Bình hợp nhất thành tỉnh Hà Sơn Bình;
- 2 tỉnh Hà Giang và Tuyên Quang hợp nhất thành tỉnh Hà Tuyên;
- 3 tỉnh Lào Cai, Nghĩa Lộ (trừ 2 huyện Bắc Yên, Phù Yên nhập vào tỉnh Sơn La) và Yên Bái hợp nhất thành tỉnh Hoàng Liên Sơn
- 2 tỉnh Nghệ An và Hà Tĩnh hợp nhất thành tỉnh Nghệ Tĩnh.

Miền Bắc có 18 tỉnh thành.
Đầu năm 1976:
- 3 tỉnh Quảng Bình, Quảng Trị, Thừa Thiên và khu Vĩnh Linh hợp nhất thành tỉnh Bình Trị Thiên;
- 2 tỉnh Quảng Nam và Quảng Tín hợp nhất thành tỉnh Quảng Nam – Đà Nẵng;
- 2 tỉnh Quảng Ngãi và Bình Định hợp nhất thành tỉnh Nghĩa Bình;
- 2 tỉnh Phú Yên và Khánh Hòa hợp nhất thành tỉnh Phú Khánh;
- 3 tỉnh Ninh Thuận, Bình Thuận và Bình Tuy hợp nhất thành tỉnh Thuận Hải;
- 3 tỉnh Kon Tum, Pleiku, Phú Bổn hợp nhất thành tỉnh Gia Lai – Kon Tum;
- 2 tỉnh Darlac và Quảng Đức hợp nhất thành tỉnh Đắk Lắk;
- 2 tỉnh Lâm Đồng và Tuyên Đức hợp nhất thành tỉnh Lâm Đồng mới;
- 3 tỉnh Biên Hòa, Long Khánh và Phước Tuy hợp nhất thành tỉnh Đồng Nai;
- Đô thành Sài Gòn (cộng 2 quận Củ Chi và Phú Hòa tách từ 2 tỉnh Hậu Nghĩa cũ và Bình Dương) và tỉnh Gia Định hợp nhất thành Thành phố Hồ Chí Minh (từ 2/7/1976);
- 3 tỉnh Bình Dương, Bình Long, Phước Long hợp nhất thành tỉnh Sông Bé;
- 3 tỉnh Hậu Nghĩa (trừ 2 huyện Củ Chi và Trảng Bàng), Kiến Tường, Long An cũ hợp nhất thành tỉnh Long An mới;
- 2 tỉnh Định Tường và Gò Công hợp nhất thành tỉnh Tiền Giang;
- 2 tỉnh Kiến Phong và Sa Đéc hợp nhất thành tỉnh Đồng Tháp;
- 2 tỉnh Vĩnh Long và Vĩnh Bình hợp nhất thành tỉnh Cửu Long
- Tỉnh Kiến Hòa đổi lại tên cũ là tỉnh Bến Tre,
- 3 tỉnh Ba Xuyên, Chương Thiện và Phong Dinh hợp nhất thành tỉnh Hậu Giang,
- 2 tỉnh Long Châu Hà (trừ 3 huyện Châu Thành A, Hà Tiên và Phú Quốc nhập vào tỉnh Kiên Giang (đổi tên từ tỉnh Rạch Giá)) và Long Châu Tiền hợp nhất thành tỉnh An Giang mới;
- Tỉnh Rạch Giá đổi lại tên cũ là tỉnh Kiên Giang;
- 2 tỉnh An Xuyên và Bạc Liêu hợp nhất thành tỉnh Minh Hải.

Cả nước có 38 tỉnh thành.
Năm 1980, Việt Nam có Hiến pháp mới. Tại đây quy định rằng:
Các đơn vị hành chính của nước Cộng hòa Xã hội Chủ nghĩa Việt Nam được phân định như sau
- Nước chia thành tỉnh, thành phố trực thuộc Trung ương và đơn vị hành chính tương đương.
- Tỉnh chia thành huyện, thành phố và thị xã; thành phố trực thuộc Trung ương chia thành quận, huyện và thị xã.
- Huyện chia thành xã và thị trấn; thành phố thuộc tỉnh, thị xã chia thành phường và xã; quận chia thành phường.
- Các đơn vị hành chính kể trên đều thành lập Hội đồng nhân dân và Ủy ban nhân dân (chương IX, Điều 113).

Ngày 3/1/1981, Hội đồng Chính phủ quyết định thống nhất tên gọi các đơn vị hành chính cơ sở ở nội thành, nội thị thuộc các thành phố, thị xã là phường (trước đây là tiểu khu), dưới cấp quận (trước đây là khu phố).
Năm 1976, cả nước có 38 tỉnh thành:
- Bắc Bộ có 13 tỉnh và 2 thành phố: Bắc Thái, Cao Lạng, Hà Nam Ninh, Hà Bắc, Hà Sơn Bình, Hà Tuyên, Hải Hưng, Hoàng Liên Sơn, Lai Châu, Quảng Ninh, Sơn La, Thái Bình, Vĩnh Phú và 2 thành phố Hà Nội, Hải Phòng.
- Trung Bộ có 10 tỉnh: Thanh Hóa, Nghệ Tĩnh, Bình Trị Thiên, Quảng Nam – Đà Nẵng, Nghĩa Bình, Phú Khánh, Thuận Hải, Gia Lai – Kon Tum, Đắk Lắk, Lâm Đồng.
- Nam Bộ có 12 tỉnh và 1 thành phố: Sông Bé, Tây Ninh, Đồng Nai, Long An, Đồng Tháp, An Giang, Tiền Giang, Hậu Giang, Kiên Giang, Bến Tre, Cửu Long, Minh Hải và Thành phố Hồ Chí Minh.

Năm 1978, Quốc hội Việt Nam phê chuẩn mở rộng địa giới Hà Nội, sáp nhập thêm 5 huyện Ba Vì, Thạch Thất, Phúc Thọ, Đan Phượng, Hoài Đức và thị xã Sơn Tây của tỉnh Hà Sơn Bình, một phần huyện Mê Linh và Sóc Sơn của tỉnh Vĩnh Phú. Cùng năm, tách tỉnh Cao Lạng thành 2 tỉnh Cao Bằng và Lạng Sơn. Cả nước có 39 tỉnh thành.
Năm 1979, thành lập Đặc khu Vũng Tàu – Côn Đảo, tương đương cấp tỉnh. Cả nước có 40 tỉnh thành.
Năm 1982, sáp nhập huyện đảo Trường Sa của tỉnh Đồng Nai vào tỉnh Phú Khánh.
Năm 1989, tỉnh Bình Trị Thiên tách ra thành 3 tỉnh Quảng Bình, Quảng Trị và Thừa Thiên Huế; tỉnh Nghĩa Bình tách ra thành 2 tỉnh Quảng Ngãi, Bình Định; tỉnh Phú Khánh tách ra thành 2 tỉnh Phú Yên, Khánh Hòa. Cả nước có 44 tỉnh thành.
Những năm 1991–1992:
- Địa giới thủ đô Hà Nội lại được thay đổi.
- Tỉnh Hà Sơn Bình tách ra thành 2 tỉnh là Hà Tây và Hòa Bình.
- Tỉnh Hà Nam Ninh tách ra thành 2 tỉnh Nam Hà và Ninh Bình.
- Tỉnh Hà Tuyên tách ra thành 2 tỉnh Hà Giang và Tuyên Quang.
- Tỉnh Hoàng Liên Sơn tách ra thành 2 tỉnh Lào Cai và Yên Bái.
- Tỉnh Nghệ Tĩnh tách ra thành 2 tỉnh Nghệ An và Hà Tĩnh.
- Tỉnh Gia Lai – Kon Tum tách ra thành 2 tỉnh Gia Lai và Kon Tum.
- Tỉnh Thuận Hải tách ra thành 2 tỉnh Ninh Thuận và Bình Thuận.
- Tỉnh Cửu Long tách ra thành 2 tỉnh Vĩnh Long và Trà Vinh.
- Tỉnh Hậu Giang tách ra thành 2 tỉnh Cần Thơ và Sóc Trăng.
- Thành lập tỉnh Bà Rịa – Vũng Tàu trên cơ sở 3 huyện: Châu Thành, Long Đất, Xuyên Mộc tách từ tỉnh Đồng Nai và đặc khu Vũng Tàu – Côn Đảo, giải thể đặc khu Vũng Tàu – Côn Đảo.

Cả nước có 53 tỉnh thành.
Năm 1997:
- Tỉnh Bắc Thái tách ra thành 2 tỉnh Bắc Kạn và Thái Nguyên.
- Tỉnh Hà Bắc tách ra thành 2 tỉnh Bắc Giang và Bắc Ninh.
- Tỉnh Nam Hà tách ra thành 2 tỉnh Hà Nam và Nam Định.
- Tỉnh Hải Hưng tách ra thành 2 tỉnh Hải Dương và Hưng Yên.
- Tỉnh Vĩnh Phú tách ra thành 2 tỉnh Phú Thọ và Vĩnh Phúc.
- Tỉnh Quảng Nam – Đà Nẵng tách ra thành tỉnh Quảng Nam và thành phố Đà Nẵng.
- Tỉnh Sông Bé tách ra thành 2 tỉnh Bình Dương và Bình Phước.
- Tỉnh Minh Hải tách ra thành 2 tỉnh Bạc Liêu và Cà Mau.

Cả nước có 61 tỉnh thành.
Năm 2004, tỉnh Lai Châu cũ tách ra thành 2 tỉnh Lai Châu mới và Điện Biên. Tỉnh Đắk Lắk tách ra thành 2 tỉnh Đắk Lắk mới và Đắk Nông. Tỉnh Cần Thơ tách ra thành thành phố Cần Thơ và tỉnh Hậu Giang. Cả nước có 64 tỉnh thành.
Ngày 29/5/2008, Quốc hội Việt Nam đã biểu quyết thông qua Nghị quyết về việc điều chỉnh địa giới hành chính thành phố Hà Nội và một số tỉnh có liên quan, theo đó hợp nhất toàn tỉnh Hà Tây, 4 xã Yên Trung, Yên Bình, Tiến Xuân và Đông Xuân thuộc huyện Lương Sơn, tỉnh Hòa Bình và huyện Mê Linh thuộc tỉnh Vĩnh Phúc về thành phố Hà Nội. Nghị quyết này có hiệu lực từ ngày 1/8/2008. Từ đó, cả nước có 63 tỉnh thành.

### Thời kỳ 2025–nay
Ngày 12 tháng 6 năm 2025, Quốc hội ban hành Nghị quyết số 202/2025/QH15 về việc sắp xếp đơn vị hành chính cấp tỉnh (nghị quyết có hiệu lực từ ngày 12 tháng 6 năm 2025). Theo đó:
- Sáp nhập tỉnh Hà Giang vào tỉnh Tuyên Quang.
- Sáp nhập tỉnh Yên Bái vào tỉnh Lào Cai.
- Sáp nhập tỉnh tỉnh Bắc Kạn vào tỉnh Thái Nguyên.
- Sáp nhập tỉnh Vĩnh Phúc và tỉnh Hòa Bình vào tỉnh Phú Thọ.
- Sáp nhập tỉnh Bắc Giang vào tỉnh Bắc Ninh.
- Sáp nhập tỉnh Thái Bình vào tỉnh Hưng Yên.
- Sáp nhập tỉnh Hải Dương vào thành phố Hải Phòng.
- Sáp nhập tỉnh Hà Nam và tỉnh Nam Định vào tỉnh Ninh Bình.
- Sáp nhập tỉnh Quảng Bình vào tỉnh Quảng Trị.
- Sáp nhập tỉnh Quảng Nam vào thành phố Đà Nẵng.
- Sáp nhập tỉnh Kon Tum vào tỉnh Quảng Ngãi.
- Sáp nhập tỉnh Bình Định vào tỉnh Gia Lai.
- Sáp nhập tỉnh Ninh Thuận vào tỉnh Khánh Hòa.
- Sáp nhập tỉnh Đắk Nông và tỉnh Bình Thuận vào tỉnh Lâm Đồng.
- Sáp nhập tỉnh Bà Rịa – Vũng Tàu và tỉnh Bình Dương vào Thành phố Hồ Chí Minh.
- Sáp nhập tỉnh Bình Phước vào tỉnh Đồng Nai.
- Sáp nhập tỉnh Long An vào tỉnh Tây Ninh.
- Sáp nhập tỉnh Sóc Trăng và tỉnh Hậu Giang vào thành phố Cần Thơ.
- Sáp nhập tỉnh Bến Tre và tỉnh Trà Vinh vào tỉnh Vĩnh Long.
- Sáp nhập tỉnh Tiền Giang vào tỉnh Đồng Tháp.
- Sáp nhập tỉnh Bạc Liêu vào tỉnh Cà Mau.
- Sáp nhập tỉnh Kiên Giang vào tỉnh An Giang.
- Giữ nguyên 2 thành phố: Hà Nội, Huế và 9 tỉnh: Lai Châu, Điện Biên, Sơn La, Lạng Sơn, Quảng Ninh, Thanh Hóa, Nghệ An, Hà Tĩnh, Cao Bằng.

Việt Nam có 34 tỉnh, thành phố bao gồm 6 thành phố trực thuộc Trung ương và 28 tỉnh.
Cấp huyện
Trong đợt cải cách năm 2025, cấp huyện bị bãi bỏ. Đây từng là cấp hành chính cấp 2 của Việt Nam, thấp hơn (về thẩm quyền), và thông thường thì cấp này cũng có quy mô dân số, diện tích, kinh tế nhỏ hơn cấp tỉnh. Cấp huyện cao hơn cấp xã, phường, thị trấn. Cấp hành chính này có nhiều tên gọi khác nhau tùy theo cấp hành chính nó trực thuộc, gồm huyện, thị xã, thành phố thuộc tỉnh, thành phố thuộc thành phố trực thuộc trung ương, quận, gọi tuần tự theo mức đô thị hóa. Trong đó, quận và thành phố thuộc thành phố trực thuộc trung ương không có trong tỉnh, chỉ áp dụng cho các đơn vị nội thành của thành phố thuộc trung ương. Thành phố thuộc tỉnh không có trong thành phố trực thuộc trung ương.
Cấp xã
Đây là đơn vị hành chính cấp cơ sở. Mỗi tỉnh hoặc thành phố trực thuộc trung ương được chia ra thành xã, phường, hoặc đặc khu.

## Phân cấp bầu cử
Trong thời điểm bầu cử Quốc hội và Hội đồng Nhân dân các cấp, mỗi tỉnh và thành phố trực thuộc trung ương được chia thành nhiều đơn vị bầu cử. Mỗi đơn vị bầu cử lại được chia thành nhiều khu vực bỏ phiếu. Số lượng đơn vị bầu cử ở mỗi tỉnh và thành phố trực thuộc trung ương tùy vào dân số ở khu vực đó.
Trong cuộc bầu cử năm 2011, Việt Nam có 183 đơn vị bầu cử và 89.960 khu vực bỏ phiếu.